# Pizza de taco
La pizza de taco (taco pizza en inglés) es una pizza que utiliza ingredientes de taco. El propietario de la cadena de pizzerías Happy Joe's afirmó haber inventado la pizza de taco. La pizza ha sido servida por otros lugares.

## Origen potencial y patentes
La cadena de pizzerías Happy Joe's en Bettendorf, Iowa, afirmó haber inventado la pizza de taco. Después de negarse a permitir que un franquiciado agregara tacos a su menú, el propietario de Happy Joe, Joe Whitty, decidió hacer algo mejor que los tacos. Whitty afirmó que la pizza de taco se creó en diciembre de 1974 cuando cubrió su pizza con chips de taco, lechuga y tomates. La hija de Whitty, Kristel Whitty-Ersan, dijo: «En ese momento, nadie hacía pizzas especiales». En 1979, la cadena de restaurantes Pizza Inn quería patentar el nombre taco pizza, pero el competidor Pizza Hut no estuvo de acuerdo al decir que la creación no es especial y no vale los derechos de su nombre. Anteriormente, Pizza Inn tenía marcas comerciales para el nombre en ocho estados y luego trató de recibir una marca comercial nacional. A Pizza Hut se le ocurrió su versión de taco pizza mientras usaba el nombre en sus menús y anuncios. Pizza Inn envió una carta a Pizza Hut afirmando que tienen derechos exclusivos sobre el nombre y Pizza Hut respondió que la pizza de taco es solo una descripción. Happy Joe's se asoció con Pizza Hut en la corte y acordó que la pizza de taco es solo un nombre genérico de la comida.

## Otras ubicaciones
La cadena de gasolineras Casey's es conocida por su pizza de tacos. El autor Chuy Rentería dijo: «La pizza de taco, la segunda cosa que hace que Casey's se destaque, es un poco más difícil de entender para la gente de afuera. La pizza de taco de Casey consiste en carne molida de res, lechuga y tomate en una corteza cubierta con una salsa para untar de frijol». La pizza de taco también se ha servido en la cadena de pizzerías Godfather's Pizza. Taco Bell vende una versión llamada Mexican Pizza. En 1995, The Pillsbury Company creó una receta de pizza de taco utilizando las pizzas congeladas de Totino's. Un estudio de 2020 realizado por Zippia sobre la pizza favorita de cada estado concluyó que la pizza de taco es la pizza favorita de Iowa.